# Kleinbrembach
Kleinbrembach è una frazione del comune tedesco di Buttstädt.

## Storia
Il 1º gennaio 2019 il comune di Kleinbrembach venne soppresso e aggregato alla città di Buttstädt.

### Esplicative
1. ↑  Letteralmente: «Brembach piccola», in contrapposizione alla vicina Großbrembach – «Brembach grande».

### Bibliografiche
1. ↑  (DE) Thüringer Gesetz zur freiwilligen Neugliederung kreisangehöriger Gemeinden im Jahr 2019 vom 18. Dezember 2018, § 32, Abs. 2. (PDF), su parldok.thueringen.de. URL consultato il 28 giugno 2020 (archiviato dall'url originale il 9 gennaio 2019).